# Craig van der Wath
Craig van der Wath (* 28. Juni 1966) ist ein ehemaliger südafrikanischer Squashspieler.

## Karriere
Craig van der Wath spielte Ende der 1980er-Jahre erstmals auf der PSA World Tour und gewann auf dieser einen Titel. Seine höchste Platzierung in der Weltrangliste erreichte er mit Position 31 im März 1998. 
Zwischen 1992 und 1997 stand er fünfmal im Hauptfeld der Weltmeisterschaft. 1993 und 1995 erreichte er dabei das Achtelfinale. Mit der südafrikanischen Nationalmannschaft nahm er 1993, 1997, 1999 und 2003 an Weltmeisterschaften teil. Er gehörte außerdem bei den Commonwealth Games 1998 und 2006 zum südafrikanischen Kader. Im Einzel erreichte er jeweils die zweite Runde, im Mixed jeweils das Viertelfinale. Bei den südafrikanischen Landesmeisterschaften gewann er von 1992 bis 1994 dreimal in Folge sowie nochmals 2004 den Titel.
Er arbeitet heute als Squashtrainer in Johannesburg.

## Erfolge
- Gewonnene PSA-Titel: 1
- Südafrikanischer Meister: 4 Titel (1992–1994, 2004)